# Polly (Doctor Who)
Pour les articles homonymes, voir Polly (homonymie).
Polly est un personnage de fiction joué par Anneke Wills dans la série Doctor Who. Il s'agit de l'un des personnages réguliers de la série de 1966 à 1967 et l'un des derniers compagnons du Premier Docteur, alors incarné par William Hartnell, ce qui en fait également l'un des premiers du Deuxième Docteur, interprété par Patrick Troughton. Elle apparaît durant 9 séries sur 36 épisodes.

## Histoire du personnage dans la série

### Saison 3 (1965-1966)
Polly apparaît pour la première fois dans l'épisode The War Machines en tant que secrétaire pour un savant, le professeur Bret, qui travaille sur une Intelligence Artificielle chargée de gérer les ordinateurs planétaire et nommée WOTAN. Elle rencontre le Docteur et Dodo alors qu'ils sont en train d'enquêter sur la fabrication de la machine. Devenant ami avec Dodo, elle l'emmène dans un club londonien où ils croisent un jeune marin du nom de Ben Jackson. Tous seront impliqués lorsque WOTAN tentera de prendre le contrôle du monde et voulant rendre une clé au Docteur, Polly et Ben se retrouveront involontairement à voyager dans le TARDIS, tandis que Dodo décidera de rester en 1966 et de voyager.

### Saison 4 (1966-1967)
Même s'ils ne sont pas présents physiquement, ils sont témoins de la première régénération du Docteur entre les épisodes The Tenth Planet et The Power of the Daleks. Ils suivront le 2e Docteur sur différentes planètes et à différents points de l'Histoire.
Au cours de l'épisode The Faceless Ones Polly et Ben se retrouvent à l'aéroport de Gatwick à Londres et s'aperçoivent qu'ils se trouvent le jour même de leur départ. Ils décident de reprendre le cours de leur vie là où ils l'ont interrompus et laissent le Docteur et Jamie voyager ensemble.

### Il était deux fois(Noël 2017)
Lors de la diffusion du trailer pour l'épisode Il était deux fois, on peut constater que le premier Docteur commence à se régénérer (sa main) et qu'une jeune actrice interprétant Polly est à ses côtés. Cette régénération a eu lieu dans l'épisode The Tenth Planet (même si la scène où sa main brille n'existait pas). Dans deux scènes reconstituées de The Tenth Planet, Polly est jouée par Lily Travers.

## Histoire du personnage dansThe Sarah Jane Adventures

### Saison 4 (2010)
En octobre 2010, Polly est finalement mentionnée dans l'épisode Death of the Doctor, une histoire en deux parties de la série spin-off de Doctor Who The Sarah Jane Adventures. Sarah Jane Smith révèle avoir fait des recherches sur les anciens compagnons du Docteur et découvert que Polly et Ben dirigent un orphelinat en Inde.

## Caractéristiques du personnage
Par contraste avec Dodo qui se voulait être une adolescente naïve et insouciante, le personnage de Polly se voulait être plus une jeune femme, sophistiqué et représentante de la génération des années 1960. Elle est tour à tour vive, attirante, timide ou agressive. Elle forme une sorte de « couple » avec Ben sans qu'aucune relation ne soit mentionnée à l'écran, il est protecteur avec elle mais se moque de ses allures d'élégante en la surnommant « duchesse ».
Le nom de famille de Polly n'est jamais nommé à l'écran. Selon les notes de la production, elle devait se nommer "Polly Wright" mais cette idée fut abandonnée par peur d'une confusion avec une autre compagne du Docteur Barbara Wright. Ce nom fut réutilisé pour des livres et des aventures audios tirées de la série. D'autres suppositions furent lancées, comme le nom "Lopez" venu de son alias de "Michelle Leuppi" dans The Faceless Ones, Anneke Wills affirmait que son personnage s'appelait « Bettingham-Smith » (le nom d'une de ses amies)
Le producteur Innes Lloyd et le script-éditor Gerry Davis voulaient faire de Ben et Polly deux jeunes représentant des swinging sixties mais ont, de leur propre aveux, échoués à rendre ces personnages intéressants.

## Autres médias
- Ben et Polly sont les deux premiers compagnons de la série à avoir été dépeints dans les comics books (là où les anciens comics de Doctor Who avaient pour personnages secondaires les personnages inventés de John et Gillian.) Leur première apparition se fait dans le "Doctor Who Annual 1968" paru à la fin de l'année 1967, soit 6 mois après leur départ de la série[3].